# Le Secret de Jérôme

Le Secret de Jérôme est un film écrit et réalisé par le cinéaste Phil Comeau en 1994. C'est le premier long métrage acadien indépendant.
C'est une triple coproduction entre le Québec, la Nouvelle-Écosse et le Nouveau-Brunswick, avec la participation fédérale de l'Office national du film du Canada et Téléfilm-Canada. Le film est distribué par TVA Films Distribution, et est le seul film acadien à faire partie de la collection « Éléphant - Mémoire du Cinéma Québécois », comprenant les 250 meilleurs films francophones du Canada.

## Synopsis
Le scénario est inspiré de l'histoire vraie de Jerome de Sandy Cove. En 1863, dans une communauté acadienne, Juliette (Myriam Cyr) reporte son instinct maternel frustré sur Jérôme (Denis Lapalme), un mystérieux naufragé, muet et amputé des deux jambes, qu'a recueilli son mari corse Jean Nicolas (Germain Houde). Cela provoque la jalousie de Jean, et fait éclater la guerre latente dans le couple stérile. Jean s'essaie avec la Mi'kmaq Molïdje (Andréa Parro), la compagne de son ami Cyrille Marquis (Rémy Girard), guérisseur itinérant originaire du Bas-Canada. Jean, apprenant qu'il est responsable de l'infertilité du couple, fait la paix avec Juliette. Mais les préjugés et pressions de la communauté dont Madame Bourneuf (Viola Léger) les placent devant l'urgence d'avoir un enfant, au risque d'être mis au ban de leur société.

## Fiche technique
- Titre original : Le Secret de Jérôme
- Réalisation : Phil Comeau
- Scénario : Phil Comeau et Jean Barbeau
- Directeur de la photographie : Éric Cayla
- Date de sortie : 23 septembre 1994 au  Canada

## Distribution
- Myriam Cyr : Juliette
- Germain Houde : Jean Nicholas
- Rémy Girard : Cyrille Marquis
- Denis Lapalme : Jérôme
- Viola Léger : Modeste Bourneuf
- Isabelle Roy : Élisabeth Thibodeau
- Bernard LeBlanc : Antoine Bourneuf
- Bertrand Dugas : Didier Thibodeau
- Andréa Parro : Molidje

## Récompenses
Le film reçoit 15 prix à travers le monde, dont trois au Festival international du film francophone de Namur en Belgique, au Festival international de Sarlat en France, et au Festival Cine-Quest à San José en Californie.

## Autour du film
Tournage
Le long métrage fut tourné en 1993 au Village historique acadien de Caraquet au Nouveau-Brunswick et à la Baie Sainte-Marie en Nouvelle-Écosse.
Sortie
En 1994, le film est lancé publiquement dans 13 salles de cinéma du Québec, 7 salles du Nouveau-Brunswick et 5 salles de la Nouvelle-Écosse. En 1995, le film est présenté au théâtre de l'UNESCO à Paris dans le cadre de l'année de la tolérance. 